# 郭一鶚 (明朝)
郭一鶚（1568年—17世紀），字爾薦，改字汝薦，號振龍，江西吉安府廬陵縣橋東鄉人，明朝政治人物。

## 生平
郭一鶚早年出身府學增廣生，以《易經》中萬曆十六年（1588年）舉人第二名，二十九年（1601年）會試中式第一百五十九名，成第三甲四十六名進士，兵部觀政，獲授浙江東陽知縣，平反多件冤案，又捐出俸祿修建學宮，和諸生談論經藝。三十七年（1609年）考授工部都水司主事，三十八年考選，四十年改任南京都察院河南道監察御史，上奏撫恤忠直、薦舉遺賢、懲治權奸、裁減藩田，又提出賑濟山東飢民、減免江右祿米，並巡視京營和鳳陽倉庫；四十七年他擢任南京光祿少卿，天啓二年升南太僕寺卿，三年京察致仕。

## 家族
曾祖郭淮，辛酉舉人、永州推官。祖父郭幹，庠生。父親郭燃，庠生。母親胡氏。

## 引用
1. 1 2  同治《廬陵縣志·卷二十九·人物志》：郭一鶚，字汝薦，橋東人，萬厯辛丑進士。授東陽令，重獄多平反，捐俸修學宮，創書院即簿書旁午，與諸生橫經談藝無虛日。丁未以治行異等，徵入考選，授水部郎，尋改南臺御史；奏䘏忠直、舉遺賢、鋤權奸、裁藩田，賬山東飢、折江右米，巡視京營視鳳陽倉，擢南光祿少卿，加太僕卿致仕。 府志
2. ↑  同治《廬陵縣志·卷二十二·選舉志》：（萬曆）十六年戊子（舉人） 郭一鶚 橋東人，見進士
3. ↑  《萬曆二十九年辛丑科進士登科錄》：郭一鶚 貫江西吉安府廬陵縣民籍，府學增廣生，治《易經》，字爾薦，行二，年三十二，正月初八日生，曾祖淮 推官，祖榦，父燃，母胡氏，永感下，兄一鵡，弟一鵾，娶朱氏。江西鄉試第二名，會試第一百五十九名。
4. ↑  《萬曆二十九年辛丑科進士履歷》：郭一鶚，振龍，易三房，戊辰正月初八日生。庐陵人，戊子二名，会一百五十七名，三甲四十六名。兵部政，授東陽知縣，己酉升工部主事，庚戌考选，壬子南河南道御史，癸丑巡视京营，乙卯差鳳陽倉，巡视下江，己未升南京光禄寺少卿，壬戌升南太仆寺少卿，癸亥京察。